# ناکاگاوا، توچیگی
ناکاگاوا، توچیگی (به لاتین: Nakagawa, Tochigi) یک منطقهٔ مسکونی در ژاپن است که در استان توچیگی واقع شده‌است. ناکاگاوا ۱۹۲٫۷۸ کیلومترمربع مساحت و ۱۶٬۹۵۶ نفر جمعیت دارد.